# Бубляева, Валентина Михайловна
Валентина Михайловна Бубляева (1893, Тихвинский уезд, Новгородская губерния — не ранее 1954) — учительница русского языка и литературы, Заслуженный учитель школы РСФСР.

## Биография
Родилась в 1893 году в деревне Лученская Горка. Член ВКП(б).
Выпускница Тихвинской женской гимназии. С 1912 года — на хозяйственной, общественной и политической работе. В 1912—1954 гг. — учитель в школе деревни Лазаревичи, слушательница Высших женских Бестужевских курсов в Санкт-Петербурге, студентка историко-филологического факультета Петербургского университета, учительница русского языка и литературы в Тихвинской средней школе № 1.
Избиралась депутатом Верховного Совета СССР 2-го созыва.

## Комментарии
1. ↑  Деревня Лученская Горка[1] являлась центром Обринской волости Тихвинского уезда и находилась на Тихвинско-Устюженском почтовом тракте в 40 верстах от Тихвина; не сохранилась[2], ныне — территория города Пикалёво[3] в Бокситогорском районе Ленинградской области.